# David Hungate

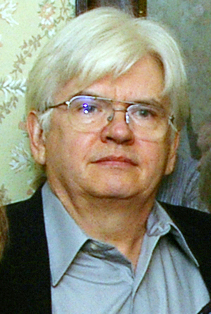
David Hungate

David Hungate, född 5 augusti 1948 i Troy i Missouri, är en amerikansk basist.
Hungate är mest känd för sin medverkan i gruppen Toto under slutet av 70-talet och början på 80-talet. Han var flitigt anlitad studiomusiker i Los Angeles under större delen av 70-talet och en bra bit in på 80-talet. Hungate spelade tillsammans med framförallt trummisen Jeff Porcaro i flera år innan Toto formades, och ett av de viktigare album han medverkade på var "Silk Degrees" av Boz Scaggs 1975.
Han har spelat in för ett stort antal artister, bland dem kan nämnas Bryan Adams, Cher, Alice Cooper, Neil Diamond, David Foster, Ted Gärdestad, Manhattan Transfer, Dolly Parton, Pointer Sisters, Lee Ritenour, Seals & Crofts, Boz Scaggs, Steely Dan, Barbra Streisand, Randy Travis & Shania Twain.
Hungate har släppt ett album i sitt eget namn, "Souvenir", 1990. Bland de medverkande finner man Jeff Porcaro och Steve Lukather, båda medlemmar i Toto.
Hungate återvände till Toto som basist under 2014 och 2015 för att delta i turnéer samt inspelningen av albumet Toto XIV och två låtar på albumet Old is New som släpptes 2018. 
Fadern William L. Hungate tjänstgjorde som kongressledamot 1964–1977.